# Schakelaar

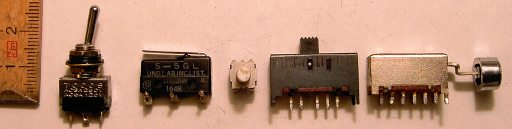
Enkele soorten schakelaars

Een schakelaar is een onderdeel in een elektrisch netwerk dat de elektrische stroom kan onderbreken door de geleiding te verbreken. Een schakelaar kan zo de verbinding maken (gesloten) of breken (open).
Het vormt onderdeel van een schakeling en kan handbediend zijn of mechanisch geactiveerd worden zoals een eind- of drukschakelaar. De bekendste is de lichtschakelaar in huis waarmee een lamp aan of uit gedaan kan worden.
Op schakelaars is doorgaans de nominale stroomsterkte en spanning aangegeven. De eigenlijke schakelinrichting wordt meestal door een kap afgesloten. Het materiaal, waaruit de schakelaars zijn vervaardigd, dient goed isolerend, onbrandbaar en niet-hygroscopisch (vochtaantrekkend) te zijn. Bovendien mag het bij verwarming niet week worden.
In elektronische apparatuur worden vooral digitale schakelaars toegepast. Zo bevat de processor van een computer miljoenen digitale schakelaars (transistors). Hiermee worden vervolgens signalen verwerkt, waarbij het maken van een verbinding een logische 1 vertegenwoordigt (bij een lichtschakelaar aan) en het verbreken van een verbinding een logische 0 (bij een lichtschakelaar uit). De complexe relatie van schakelaars in een schakeling kan geanalyseerd worden door middel van booleaanse algebra.
Mechanische schakelaars kunnen een verschijnsel vertonen dat denderen heet – het kortstondig meerdere malen achtereen maken en verbreken van het contact – en in digitale schakelingen hinderlijk kan zijn.

## Uitvoeringen
Schakelaars worden onderscheiden naargelang bediening of functie, of de combinatie ervan.

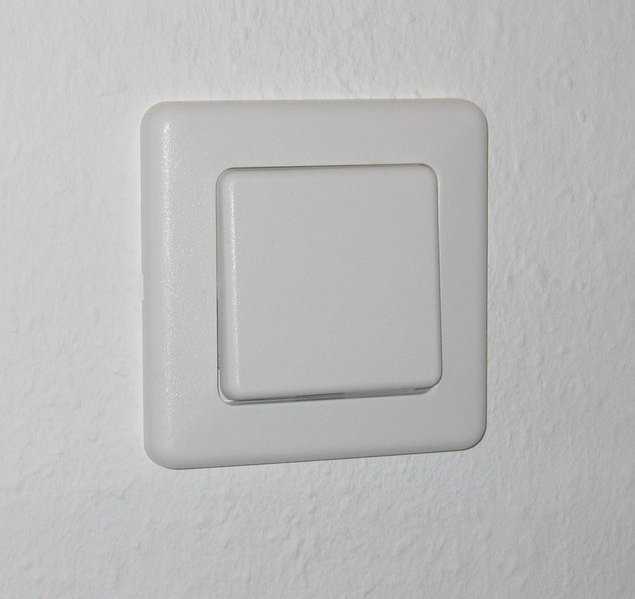
Lichtschakelaar

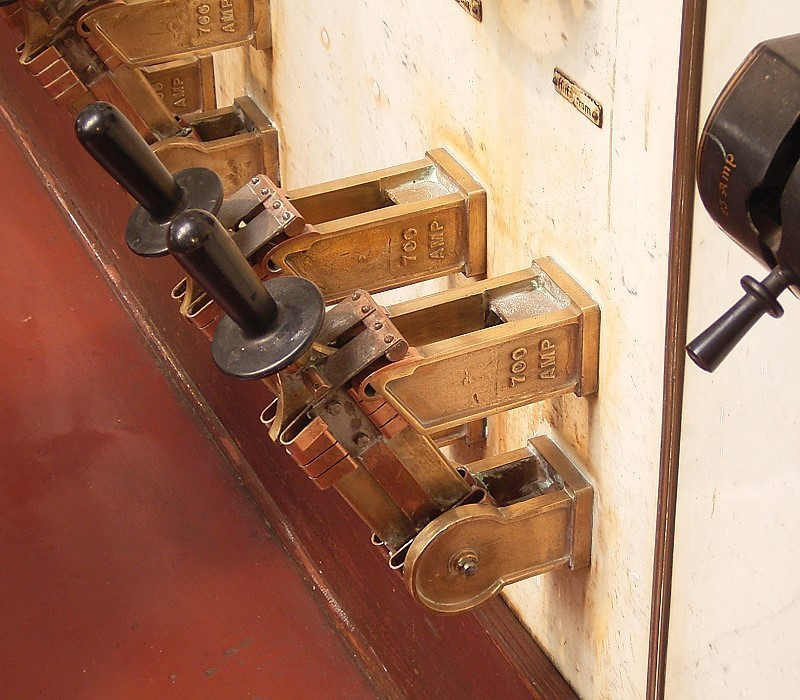
Messchakelaar

### Bimetaalschakelaar
Een bimetaalschakelaar is temperatuurgevoelige schakelaar, een voorbeeld hiervan is de clixon.

### Centrifugaalschakelaar
Een centrifugaalschakelaar wordt bediend door middel van de centrifugaalkracht van een draaiende as.

### Draai- of walsschakelaar
Een draaischakelaar of 'draaiknop' is een schakelaar die tussen verschillende verbindingen kan schakelen doordat eraan gedraaid wordt. In wasmachines waarop men verschillende wasprogramma's kan kiezen, gebeurt dit vaak met een dergelijke draaiknop.

### Drukknop of momentschakelaar
Een drukknop of momentschakelaar is een terugverende schakelaar die een verbinding maakt of verbreekt als hij ingedrukt wordt. De meeste deurbellen en veel aan/uit-knoppen op computers zijn voorbeelden van drukknoppen. Een drukknop maakt een contact, of verbreekt het contact zolang men die knop ingedrukt houdt.

### Drukschakelaar
Een drukschakelaar is een schakelaar die werkt als een drukknop. Bij het indrukken schakelt hij iets in. Bij het nogmaals indrukken schakelt hij weer uit. Het eigenlijke verschil is dat het bedieningsvlak steeds in de oude positie terugkeert.   

### Dubbelpolige schakelaar
Bij een dubbelpolige schakelaar (ook wel tweepolige schakelaar genoemd), worden twee geleiders gelijktijdig onderbroken of doorverbonden. Bij een lichtschakelaar worden zowel de fase- als de nulgeleider tezamen bediend, dit verhoogt de veiligheid en is in sommige gevallen wettelijk verplicht. Een andere veel gebruikte meerpolige schakelaar is de driepolige schakelaar (voor 3-fasenstroom) enz.

### Dubbelpolige wisselschakelaar
Is een wisselschakelaar die tweepolig is uitgevoerd, en waarbij dus beide toevoerdraden gelijktijdig kunnen worden onderbroken.

### Eénfunctieschakelaar
Een eenfunctieschakelaar wordt gebruikt door personen met een lichamelijke handicap. Het is bijvoorbeeld mogelijk om met één éénfunctieschakelaar de computer volledig te bedienen. Dit gebeurt door de verschillende opties (bijvoorbeeld letters) te scannen.

### Eindschakelaar
Een eindschakelaar is een schakelaar die bediend wordt door een bewegend object, waardoor het schakelcontact ervan wordt geactiveerd en het object stopt met bewegen.

### Enkelpolige schakelaar
Met een enkelpolige schakelaar wordt één geleider onderbroken ofwel doorverbonden. Bij een lichtschakelaar onderbreekt hij de fasegeleider waardoor een lichtpunt enkelpolig kan worden in- en uitgeschakeld.

### Foliedrukknop
Een foliedrukknop is dun en bestaat uit kunststoflagen met een matrix van metaallagen ertussen. Op de punten waar de toetsfunctie voorzien is, kunnen de metaallagen door samendrukken van alle lagen contact met elkaar maken.

### Hoofdschakelaar
Met een hoofdschakelaar kan men een gehele elektrische installatie spanningsvrij maken, of onder spanning zetten.

### Hotelschakelaar
Is een in de volksmond gegeven naam voor een wisselschakelaar, die al dan niet deel uitmaakt van een hotelschakeling.

### Kastschakelaar
Een kastschakelaar wordt gebruikt om een lichtpunt in bijvoorbeeld een muurkast, bezemkast of kledingkast te bedienen. Bij een gesloten deur wordt de stift van de schakelaar voortdurend ingedrukt, de lamp is dan uit. Gaat de deur open, dan ontspant de schakelaar waardoor het verbreekcontact ervan sluit, de lamp gaat branden. Een voorbeeld van een vast ingebouwde kastschakelaar is te vinden in iedere koelkast.

### Keuzeschakelaar
Niet alle schakelaars kennen slechts twee toestanden: er zijn ook keuzeschakelaars die op meerdere punten een verbinding kunnen maken.

### Kruisschakelaar
Een kruisschakelaar heeft vier contacten (P, Q, X en Y) waarbij hetzij de verbindingen PX en QY, hetzij PY en QX worden gemaakt. Wordt in combinatie met twee wisselschakelaars bij een kruisschakeling gebruikt om een lamp met drie of meer schakelaars te kunnen bedienen. Is ook geschikt om een gelijkspanning om te polen.

### Kwikschakelaar
Een kwikschakelaar is een schakelaar in de vorm van een glazen buisje met twee of meer contacten, waarin zich een druppel kwik bevindt. De kwikdruppel verbindt (of verbreekt) de contacten als de schakelaar in een bepaalde stand gehouden wordt. Dit kan doordat kwik een metaal is en een goede geleider voor elektrische stroom. In conventionele thermostaten werd een kwikschakelaar nog wel toegepast, maar wegens milieubezwaren is dit in moderne thermostaten niet meer toegestaan.

### Lichtschakelaar
Met een lichtschakelaar worden doorgaans de in gebouwen aangebrachte (wip)schakelaars bedoeld, waarmee de verlichting wordt bediend. Er zijn schakelaars die geschikt zijn inbouw- en voor opbouwmontage. De verschillende lichtschakelaars zijn herkenbaar aan een code die op de onderkant van de schakelaar is aangebracht, dit om verwarring te voorkomen. De codes zijn: enkelpolige schakelaar code 1, dubbelpolige schakelaar code 2, serieschakelaar code 5, wisselschakelaar code 6, dubbelpolige wisselschakelaar code 6/2, wissel-wisselschakelaar code 6+6, kruisschakelaar code 7.

### Magneetschakelaar
Magneetschakelaar is een gebruikelijke naam voor een contactor; een relais dat voorzien is van drie hoofdcontacten en een aantal hulpcontacten.

### Messchakelaar
Een schakelaar waarbij een of meerdere mesvormige contactstrippen door een hefboom stevig tussen contactklemmen worden vastgeknepen.

### Nokkenschakelaar
Een nokkenschakelaar is een draaischakelaar waarmee door middel van nokken verschillende contacten tegelijk bediend kunnen worden. Hij bestaat uit één of meer schakelpakketten, voorzien van één of meerdere schakelcontacten.

### Noodstopschakelaar
Met een noodstopschakelaar kan een installatie, voertuig of machine bij gevaar snel buiten werking worden gesteld.

### Nuldoorgangsschakelaar
Deze schakelaar is bedoeld voor het schakelen van grote wisselstromen. De constructie zorgt ervoor dat precies op het moment van de nuldoorgang van de wisselstroom wordt geschakeld.

### Olieschakelaar
Dit soort schakelaars treft men aan in een hoogspanningsnet. De behuizing van de schakelaar is gevuld met olie om te verhinderen dat er bij het schakelen van een sterke gelijkstroom een vlamboog ontstaat.

### Radioknoppen
Dit is een combinatie van schakelaars waarvan er altijd één ingedrukt is. Door een van de schakelaars in te drukken zal een andere schakelaar vrijkomen. Deze schakelaars treft men vaak aan op oudere radio's en televisies.

### Reedschakelaar
Bij een reedcontact of reedschakelaar bevindt het schakelcontact zich in een glazen buisje. Hij wordt ingeschakeld als er een magneet dicht in de buurt komt. Ze worden bijvoorbeeld gebruikt in de opnemer van fietscomputers.

### Scheider of scheidingsschakelaar
Een scheidingsschakelaar gebruikt men voor het spanningsloos maken van delen van een installatie. Hij mag alleen bediend worden in stroomloze toestand.

### Schemerschakelaar
Een schemerschakelaar schakelt verlichting in bij duisternis, hij wordt onder meer toegepast in automatische nachtverlichting of een nachtlamp.

### Schuifschakelaar
Een schuifschakelaar of 'schuifknop' is een schakelaar die verbinding maakt of verbreekt wanneer een deel ervan verschoven wordt. Op veel radio's kan men tussen verschillende banden kiezen met een dergelijke schuifknop. Er zijn vaak drie, vier of meer standen.

### Serieschakelaar
Een serieschakelaar bestaat in feite uit twee enkelpolige schakelaars in één behuizing. De bediening is gescheiden, maar de ingang is meestal gemeenschappelijk.

### Sleutelschakelaar
Een sleutelschakelaar wordt bediend door middel van een sleutel, die in één of meerdere standen uitneembaar is. Een voorbeeld hiervan is het contactslot.

### Snoerschakelaar
Een snoerschakelaar is geschikt voor montage in een snoer, bijvoorbeeld bij een schemerlamp.

### Spaarschakelaar
Een spaarschakelaar is bedoeld om energie te besparen. Een voorbeeld van het gebruik ervan is de in de veehouderij toegepaste warmtelamp. Het armatuur van deze lamp is vaak voorzien van een spaarschakelaar waarmee men de lamp op halve sterkte kan laten branden, en dus minder energie verbruikt.

### Ster-driehoekschakelaar
Een ster-driehoekschakelaar is een handbediende schakelaar die gebruikt wordt om grotere driefasige asynchrone motoren stapsgewijs in te schakelen.

### Tastschakelaar
Een tastschakelaar werkt niet mechanisch, hij wordt bediend door een lichte druk uit te oefenen van vinger of hand.

### Tijdschakelaar, timer of schakelklok
Een schakelaar met een ingebouwde klok, die op een van tevoren ingesteld tijdstip, of een reeks ingestelde tijdstippen, of na een ingestelde tijdsduur, in- of uitschakelt. Er bestaan zowel mechanische tijdschakelaars als volledig elektronische. Tijdschakelaars worden onder andere gebruikt bij ovens, wasmachines, straatverlichting en aquariums. Er zijn ook tijdschakelaars die tussen de stekker van een apparaat en het stopcontact kunnen worden geplaatst, zodat bijvoorbeeld een lamp op een bepaald tijdstip automatisch aan gaat. Dit is een goede beveiliging tegen inbrekers tijdens een vakantie. Men spreekt ook wel van 'tijdklok', maar dat woord is een merkwaardige constructie.

### Trekschakelaar
De bediening hiervan gebeurt met behulp van een koord. Door hieraan te trekken wordt achtereenvolgens een contact gesloten of verbroken. Zij worden algemeen toegepast boven het hoofdeind van een bed.

### Tuimelschakelaar
Een tuimelschakelaar is een schakelaar die een verbinding maakt of verbreekt als de stand van de hefboom ervan gewijzigd wordt. Bekende tuimelschakelaars zijn de richtingaanwijzers in auto's. De meeste uitvoeringen hebben twee of drie standen.

### Vermogenschakelaar
Een vermogenschakelaar kan (zelfstandig) een overbelasting of kortsluiting afschakelen.

### Voetschakelaar

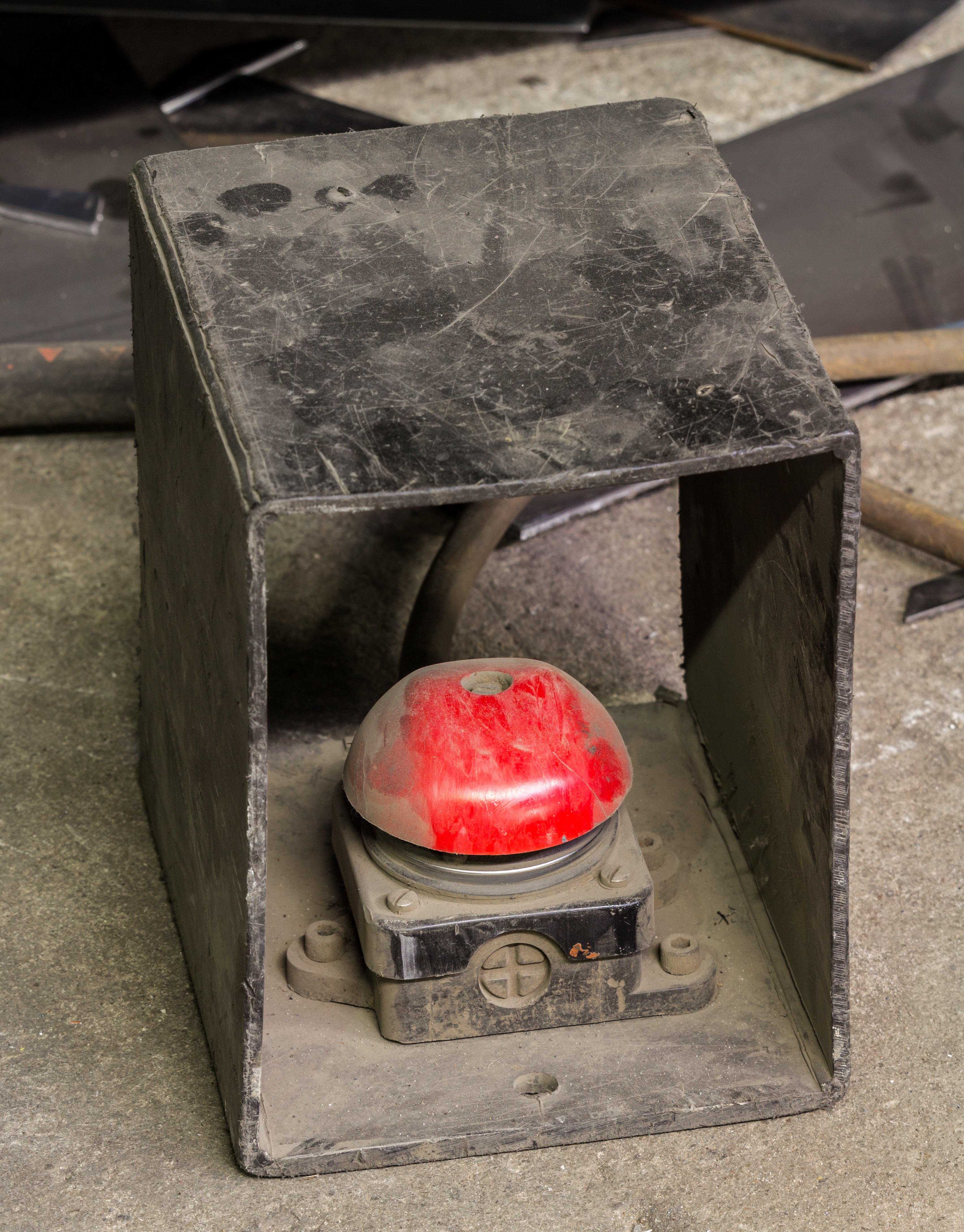
Voetschakelaar

Een voetschakelaar wordt bediend door er met de voet druk op uit te oefenen. Dit soort schakelaars worden in de industrie, maar ook bijvoorbeeld door gitaristen op het podium gebruikt.

### Wandcontactdoos
Een wandcontactdoos of 'stopcontact' is strikt genomen geen schakelaar, maar wordt vaak als zodanig gebruikt. Met name bij verplaatsbare apparaten, zoals een looplamp.

### Werkschakelaar
Een werkschakelaar is een handbediende schakelaar die in de nabijheid van een elektrische machine is aangebracht om deze gedurende onderhouds- en reparatiewerkzaamheden te kunnen uitschakelen. Dit om gevaar dat kan ontstaan door onverwachts inschakelen te voorkomen.

### Wipschakelaar
Een wipschakelaar wordt onder meer als lichtschakelaar in woningen toegepast. Bij de bediening ervan wordt een wip aan de boven- of onderzijde ingedrukt, hierdoor wordt het contact gesloten of verbroken. Wipschakelaars hebben geen 'moment' waardoor ze alleen geschikt zijn voor wisselstroom.

### Wisselschakelaar
Een wisselschakelaar heeft drie contacten (P, X en Y) waarbij de verbinding PX of PY kan worden gemaakt. Er kan een stroomkring mee worden geopend, terwijl gelijktijdig een andere wordt gesloten. Als lichtschakelaar wordt hij vooral gebruikt in een wisselschakeling, waarbij een lichtpunt vanaf twee plaatsen bedienbaar is. De wisselschakelaar kan ook als een enkelpolige schakelaar worden gebruikt.

### Wissel-wisselschakelaar
Een wissel-wisselschakelaar bestaat uit twee afzonderlijke wisselschakelaars in één enkele behuizing.

## Symbolen
In een installatietekening worden symbolen gebruikt die links in onderstaande afbeeldingen staan. De functie van de schakelaars blijkt in het midden van de afbeeldingen. Deze tekenwijze wordt doorgaans toegepast bij een stroomkring- of bedradingschema.
Rechts is de constructie met een vierstandendraaischakelaar, zoals men die in oudere woningen (tot 1950) nog wel aantreft.
De ronde wals kan steeds 90 graden verdraaid worden.

Enkelpolige schakelaar
Wisselschakelaar
Serieschakelaar
Kruisschakelaar